# Zaborów (powiat warszawski zachodni)
Zaborów – wieś  w Polsce położona w województwie mazowieckim, w powiecie warszawskim zachodnim, w gminie Leszno. Ma status sołectwa. Leży ok. 30 km na zachód od centrum Warszawy przy południowej granicy i w otulinie Kampinoskiego Parku Narodowego.
| SIMC    | Nazwa    | Rodzaj    |
| ------- | -------- | --------- |
| 1058970 | Szczawin | część wsi |

Miejscowość położona jest na dawnym Trakcie Królewskim z Warszawy do Sochaczewa w miejscu, gdzie skarpa wysokiego tarasu rozcięta jest niewielką doliną erozyjną. Do 1954 roku siedziba gminy Zaborów.
Wieś szlachecka Zaborowo położona była w drugiej połowie XVI wieku w powiecie błońskim ziemi warszawskiej województwa mazowieckiego.

## Geografia

### Położenie geograficzne
Zaborów położony jest na Nizinie Mazowieckiej na Równininie Łowicko-Błońskiej na Mazowszu, w centralnej Polsce i w zachodniej części województwa mazowieckiego. Oddalony jest o około 15 km od zachodnich granic Warszawy i około 30 km od jej centrum, 5 km od siedziby gminy w Lesznie i 12 km od siedziby powiatu w Ożarowie Mazowieckim, na obrzeżu aglomeracji warszawskiej.

### Warunki naturalne
Wieś znajduje się na krawędzi wysokiego tarasu rozciętego tu doliną erozyjną, w której znajdują się liczne stawy. Dolina wyżłobiona została przez jeden z dopływów Kanału Zaborowskiego w dorzeczu Wisły. Wieś położona jest na skraju Puszczy Kampinoskiej w otulinie Kampinoskiego Parku Narodowego, na mikroklimat wpływ ma tu obecność dużego kompleksu leśnego na północ od wsi, jak i rozległej równiny pokrytej przez uprawy rolne od południa. Klimat umiarkowany, chłodny.
Najbliższe obszary ochrony ścisłej w obrębie Kampinoskiego Parku Narodowego to Debły, Kalisko i Zaborów Leśny.
W parku przypałacowym znajduje się kilka drzew pomnikowych, sam park zajmuje powierzchnię 9,6 ha, w tym 0,77 ha wód.

## Historia

### Początki wsi

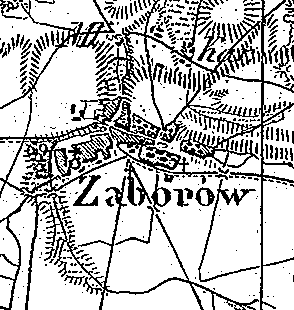
Zaborów na Topograficznej Karcie Królestwa Polskiego z 1839 roku

Początki osadnictwa w tym rejonie datowane są na I w. p.n.e. – IV w. n.e., z którego to okresu w okolicy znaleziono podczas prac archeologicznych pozostałości dymarek – śladów po wielkim ośrodku hutnictwa z centrum w obecnym Pruszkowie. Ponadto w 1987 roku znaleziono tu szklany pucharek z białego szkła ozdobionego malowanymi, wielobarwnymi przedstawieniami gladiatorów datowany na II w. n.e. W trakcie tych prac znaleziono też fragmenty ceramiki i przepalone kości ludzkie, a zdjęcie lotnicze wykazało istnienie kolistej przestrzeni o średnicy około 60 metrów obwiedzionej pasem ciemnej warstwy szerokości 2 m. Istnieje hipoteza, że są to pozostałości po grobie książęcym.
Pierwsze wzmianki o wsi pochodzą z roku 1239 i dotyczą Ścibora z Zaborowa w Ziemi Warszawskiej w Księstwie Mazowieckim. Wieś była gniazdem rodowym Zaborowskich herbu Rogala. Parafia erygowana została tu w XIV lub XV wieku – pierwsze zapiski zaginęły. W 1465 wymieniany jest pleban zaborowski Jan, a w tym samym roku biskup Andrzej Bniński darował parafii dziesięcinę snopową. Po inkorporacji Mazowsza od 1529 do 1795 roku w Ziemi Warszawskiej w województwie mazowieckim. W czasie wizytacji w 1670 biskup Mikołaj Stanisław Święcicki zapisał: de erectionis huius Ecclesiae ex antiquo Nulla notitia. Pierwszy kościół drewniany spłonął w 1700 i w tym samym roku powstał nowy, także drewniany, staraniem ks. Glinki i przetrwał on do 1790 roku.
W 1791 roku wzniesiony został nowy kościół murowany nakładem właścicieli Zaborowa Placyda i Karoliny Izbińskich herbu Prawdzic według projektu Hilarego Szpilowskiego. Kościół wzniesiony w stylu klasycystycznym we wnętrzach zawiera fragmenty wyposażenia z wcześniejszych kościołów, głównie z XVIII wieku. Kościół został poświęcony przez ks. Onufrego Szembeka archidiakona warszawskiego dnia 22 lutego 1791 roku.

### Okres zaborów

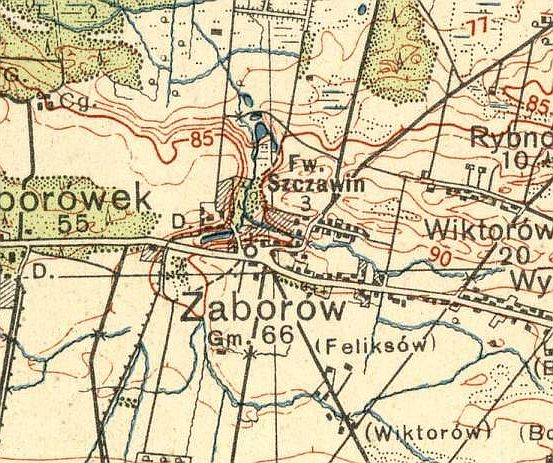
Zaborów na mapie WIG z 1934

Po III rozbiorze Rzeczypospolitej w 1795 Zaborów znalazł się w zaborze pruskim, w latach 1807–1815 w Księstwie Warszawskim, a od 1815 w zależnym od Rosji Królestwie Polskim, w powiecie warszawskim w guberni warszawskiej.
W 1812 roku wymieniana jest po raz pierwszy szkoła parafialna w Zaborowie, w 1850 powstaje szkoła świecka w budynku dawnej kuźni. W 1839 odnowiony i przerobiony został kościół przez Adama Izbińskiego, w 1840 powstaje murowana plebania. W 1897 dobra zaborowskie nabywa warszawski bankier Leon Feliks Goldstand i w latach 1901–1903 powstaje pałac w stylu eklektyczno-secesyjnym według projektu arch. Franciszka Lilpopa, otoczony parkiem z 1 poł. XIX wieku, wzniesiony w miejscu wcześniejszego dworu Izbińskich. W 1905 roku ma miejsce kolejna restauracja kościoła nakładem Leona Feliksa Goldstanda, dziedzica dóbr zaborowskich. Do początku XX wieku istniał tu młyn wodny, do którego napędzania służyła woda pochodząca ze spiętrzenia w dolince erozyjnej. Spiętrzona woda ujęta została w szereg stawów istniejących do dzisiaj.

### I wojna światowa i okres międzywojenny

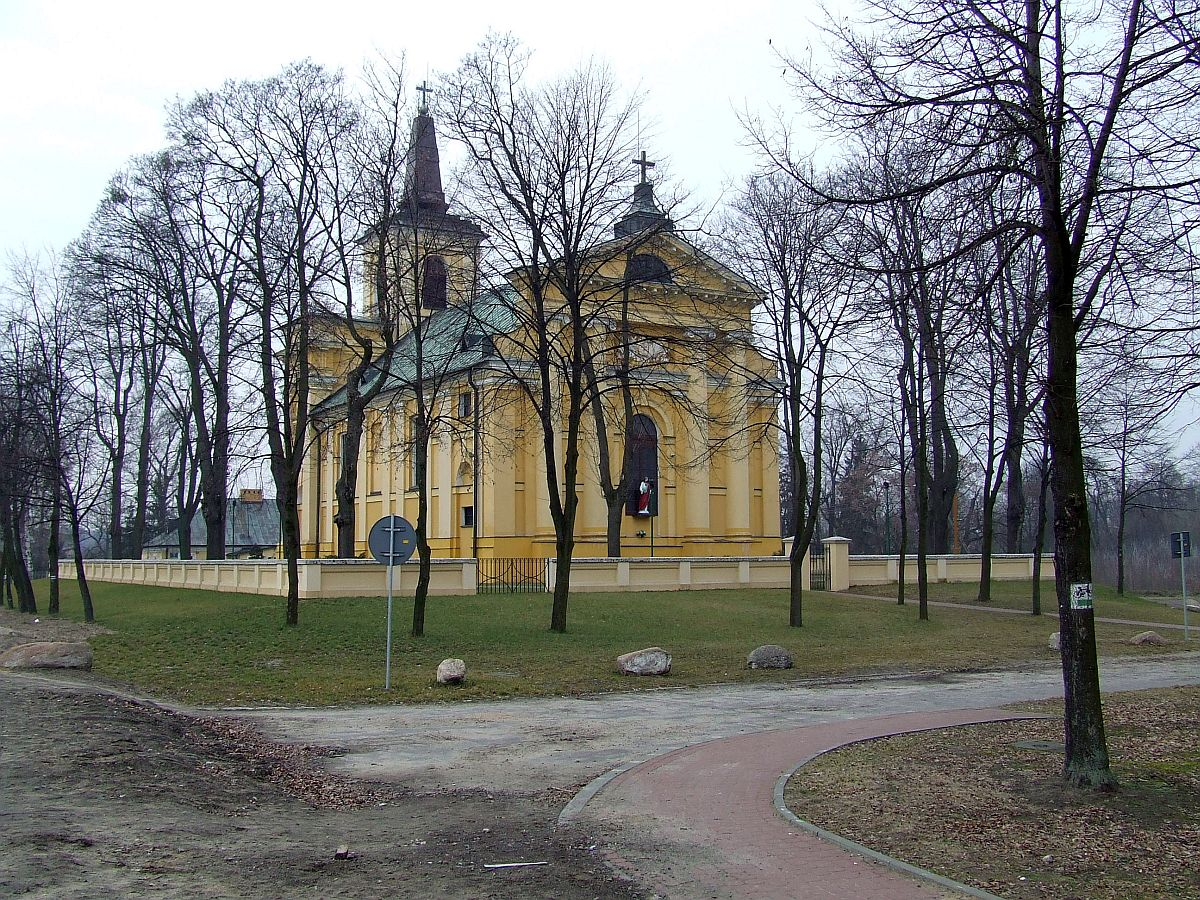
Kościół pw. św. Anny w Zaborowie

W sierpniu 1914 w czasie I wojny światowej szkoła i jej wyposażenie zdewastowane zostały przez wojsko rosyjskie i otwarta została dopiero w 1915. W 1921 ponownie znalazł się w granicach administracyjnych powiatu warszawskiego, w województwie warszawskim, siedziba Gminy Zaborów. 10 października 1928 roku na posiedzeniu szkolnej Rady Pedagogicznej zapadła decyzja o uczczeniu 10 rocznicy odzyskania niepodległości przez Polskę poprzez ustawienie przed szkołą betonowego obelisku na kopcu z wmurowaną okolicznościową płytą. W 1932 rozpoczęła się budowa nowej szkoły, która w 1938 otrzymała imię Powstańców 1863 roku w związku z istnieniem na terenie ówczesnej Gminy Zaborów mogiły 72 powstańców styczniowych z 1863 r., którą opiekowali się uczniowie.

### II wojna światowa

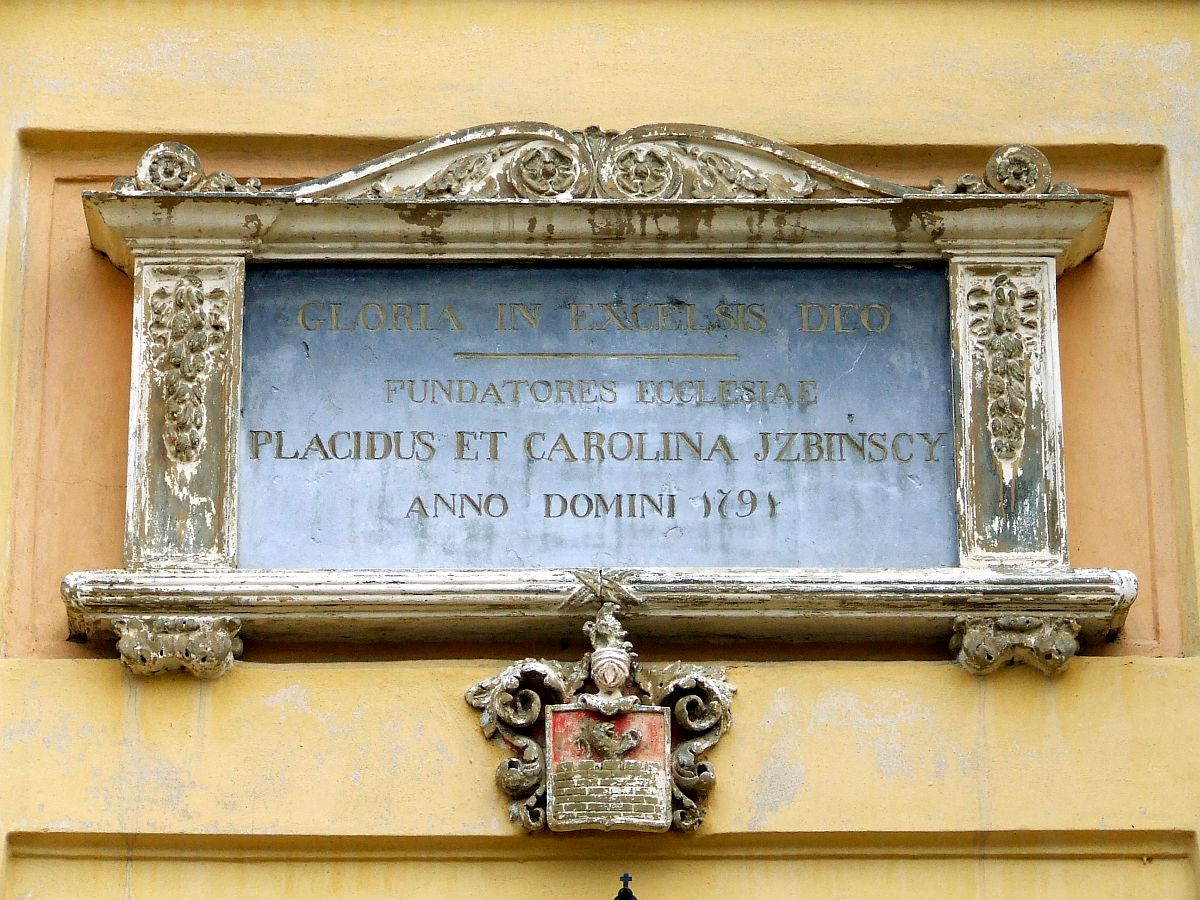
Tablica fundacyjna na kościele z herbem Prawdzic rodziny Izbińskich

Do 1939 roku mieszkała w Zaborowie córka Goldstanda – Janina Górska wraz z mężem, w chwili wybuchu wojny wyjechała do Anglii. 3 września 1939 budynek szkolny został zajęty przez lotników z 3 dywizjonu Brygady Pościgowej, którzy mieli tu swoje lotnisko polowe (kryptonim "Owies"). Lotnisko było położone w złym miejscu, a samoloty rozmieszczone przy polnej drodze, w sztucznym zagajniku i w stogach siana. W połowie września miejscowość opanowali Niemcy, zajęli pałac, a budynek szkoły od 1943 objęła niemiecka żandarmeria, organizując w niej placówkę Schutzpolizei, której zadaniem było terroryzowanie okolicznych mieszkańców. Odbywały się tu krwawe przesłuchania, a więźniowie byli bici i torturowani. W 1945 z terenu szkoły ekshumowano 4 ciała na cmentarz na uroczysku Wiktorów, gdzie spoczęły wśród 82 ofiar egzekucji z 5–7 lipca 1944 roku. Na miejscowym cmentarzu grzebalnym powstała też kwatera żołnierzy polskich poległych w 1939 roku.

### Okres powojenny
Po wojnie w dawnym majątku zaborowskim powstał PGR nastawiony na produkcję mleka i hodowlę bydła. W pałacu urządzono biura PGR a w oranżerii skład nawozów. W 1968 roku pałac został przejęty przez Stowarzyszenie Dziennikarzy Polskich i w 1974 powstał tu dom pracy twórczej Stowarzyszenia Dziennikarzy Polskich. W 1966 rozpoczęto, a w 1971 zakończono pierwszą rozbudowę przedwojennego budynku szkoły. W 1985 na szkolnym skwerze stanął kamień z napisem: "Pamięci naszych bliskich i nieznanych rodaków, którzy w latach 1943-44 cierpieli i umierali katowani przez hitlerowców w tutejszej szkole poświęca miejscowe społeczeństwo. "
W latach 1952–1957 miejscowość należała administracyjnie do województwa warszawskiego do powiatu pruszkowskiego i była siedzibą gminy. W latach 1957–1975 i 1975–1998 miejscowość nadal należała administracyjnie do województwa warszawskiego. Od 1999 w województwie mazowieckim, powiecie warszawskim zachodnim, w gminie Leszno. 
3 listopada 1983 roku do Polski przyjechała po raz drugi Matka Teresa z Kalkuty wraz z czterema siostrami (2 Hinduski, Niemka i Angielka), aby otworzyć w Zaborowie dom swojego zgromadzenia. Dom Zgromadzenia Sióstr Misjonarek Miłości mieści się w Feliksowie przy ul. Stołecznej 141 i jest to dom formacyjny, w którym przebywa około 40 misjonarek.
Po roku 1990 pałac przekazany został przez komisję likwidacyjną dzielącą dawny majątek RSW – dwóm organizacjom: Stowarzyszeniu Dziennikarzy Polskich i Stowarzyszeniu Dziennikarzy Rzeczypospolitej.
W 1998 oddano salę gimnastyczną przy szkole kończąc tym samym kolejny etap jej rozbudowy.
W 2002 odbyła się renowacja kościoła i plebanii, a po remoncie i modernizacji drogi nr 580 w latach 2005–2007 w Zaborowie powstało rondo. Pałac stał się własnością prywatną i jego zwiedzanie jest utrudnione.
22 stycznia 2013 roku w ramach obchodów 150. rocznicy powstania styczniowego szkołę w Zaborowie odwiedził prezydent Bronisław Komorowski dziękując m.in. za podtrzymywanie pamięci o powstaniu styczniowym i opiekę nad grobami powstańców w Zaborowie Leśnym. Po zakończeniu uroczystości prezydent odsłonił tablicę upamiętniającą 150. rocznicę powstania umieszczoną na fasadzie szkoły, a tablicę poświęcił nuncjusz apostolski abp Celestino Migliore.

## Turystyka

### Zabytki

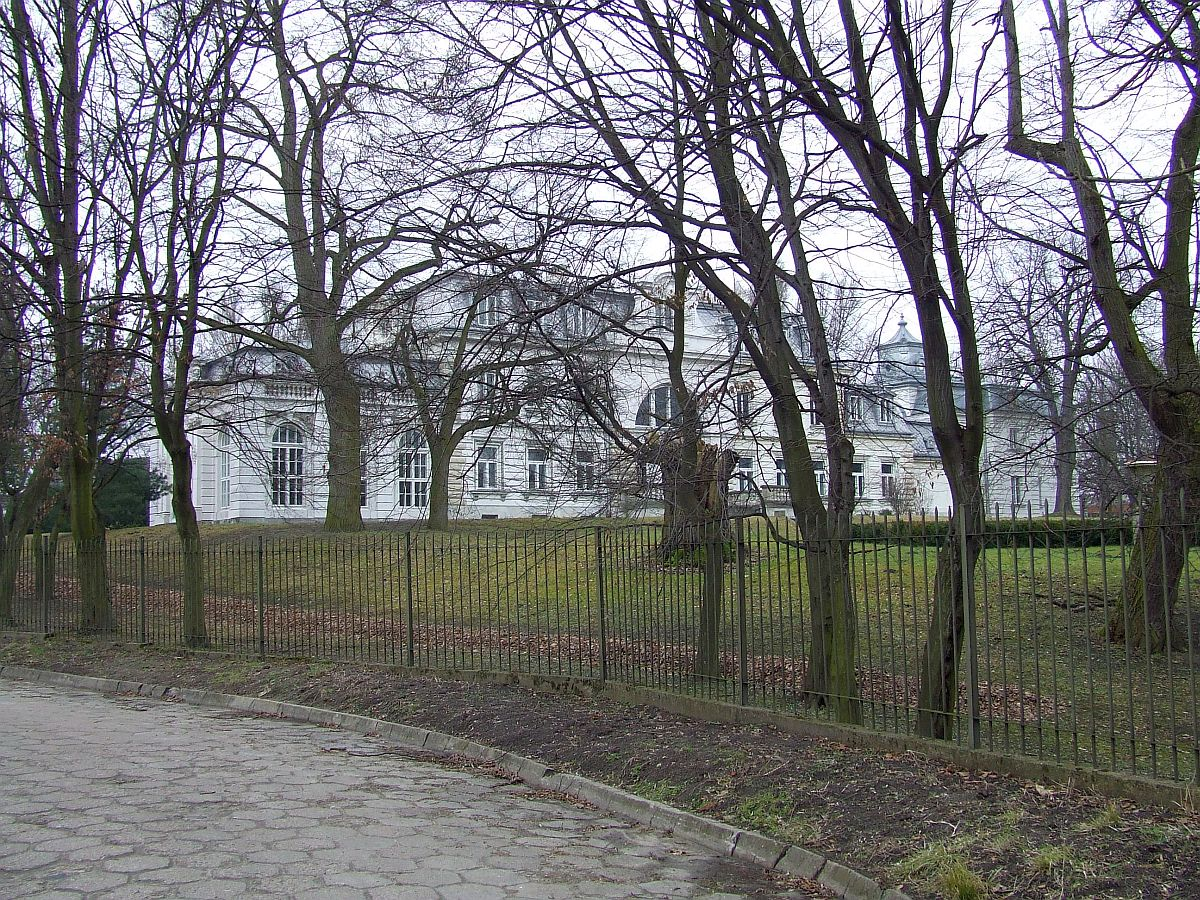
Pałac Goldstandów w Zaborowie

Obiekty wpisane do rejestru zabytków nieruchomych na terenie Zaborowa:
- kościół pw. św. Anny z 1791 roku (nr rej.: 1119/499/62 z 23.03.1962)
- cmentarz rzymskokatolicki założony ok. 1830 roku o pow. 1,35 ha (nr rej.: 1465 z 20.02.1991)
- zespół pałacowy Goldstandów z 2. połowy XIX (nr rej.: 1118/500/62 z 23.03.1962: pałac i park)
- zespół folwarczny z przełomu XIX/XX wieku (nr rej.: 1600-A z 29.11.1995: oficyna, wozownia, spichrz, stodoła, obora, dom mieszkalny)
- zespół szkolny, (nr rej.: 2-A z 25.10.2000: stara szkoła z 1850, nowa szkoła z 1935, ogród szkolny (teren) i ogrodzenie).

### Szlaki turystyczne
- Południowy Szlak Krawędziowy (Kampinos – Granica – Leszno – Dąbrowa Leśna) 49,8 km
- Kampinoski Szlak Rowerowy (wokół KPN) 144,5 km
- Lokalny Szlak Powiatu Warszawskiego Zachodniego, łączy wybrane obiekty sakralne regionu, gestor Lokalna Organizacja Turystyczna Skarbiec Mazowiecki, jest dostępna aplikacja GPS ułatwiająca zwiedzanie

## Kultura i edukacja

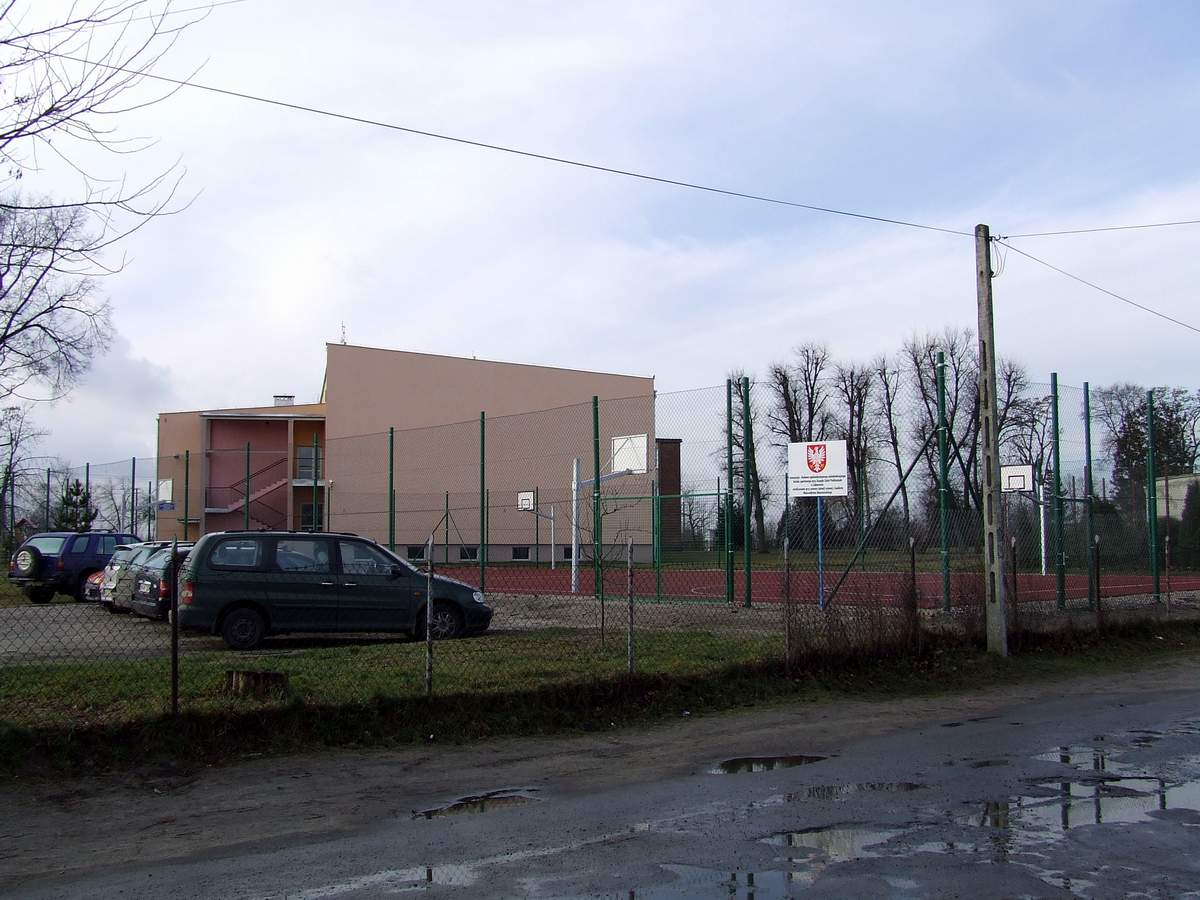
Zespół Szkół Publicznych i nowe boisko

We wsi znajduje się Zespół Szkół Publicznych, w skład którego wchodzi Szkoła Podstawowa im. Powstańców 1863 r, gimnazjum i oddziały przedszkolne 6-latków. W szkole działa m.in. klub karate. We wsi znajduje się także remiza Ochotniczej Straży Pożarnej oraz filia Biblioteki Publicznej Gminy Leszno przy ul. Stołecznej 182. Działa tu także Klub Sportowy Zaborowianka Zaborów, założony w 1998 roku. We wrześniu 2009 roku nastąpiło otwarcie nowego gminnego przedszkola w Zaborowie na 100 dzieci, którego budowę rozpoczęto w 2008 roku.
W 2007 roku na terenie Zespołu Szkół Publicznych powstał też plac zabaw dla dzieci i nowe ogólnodostępne boisko sportowe o sztucznej nawierzchni, którego budowa możliwa była dzięki dotacjom Ministerstwa Sportu i Urzędu Marszałkowskiego.
Działa tu także harcerstwo: od 2002 roku 63 Kampinoska Drużyna Harcerzy „Husaria” im. ks. Józefa Stanka SAC i 63 Kampinoska Gromada Zuchowa „Wojowie z Zamczyska”, której zbiórki odbywają się w szkole w Zaborowie, zrzeszone w hufcu „Kresy” Związku Harcerstwa Rzeczypospolitej.

## Infrastruktura

### Transport

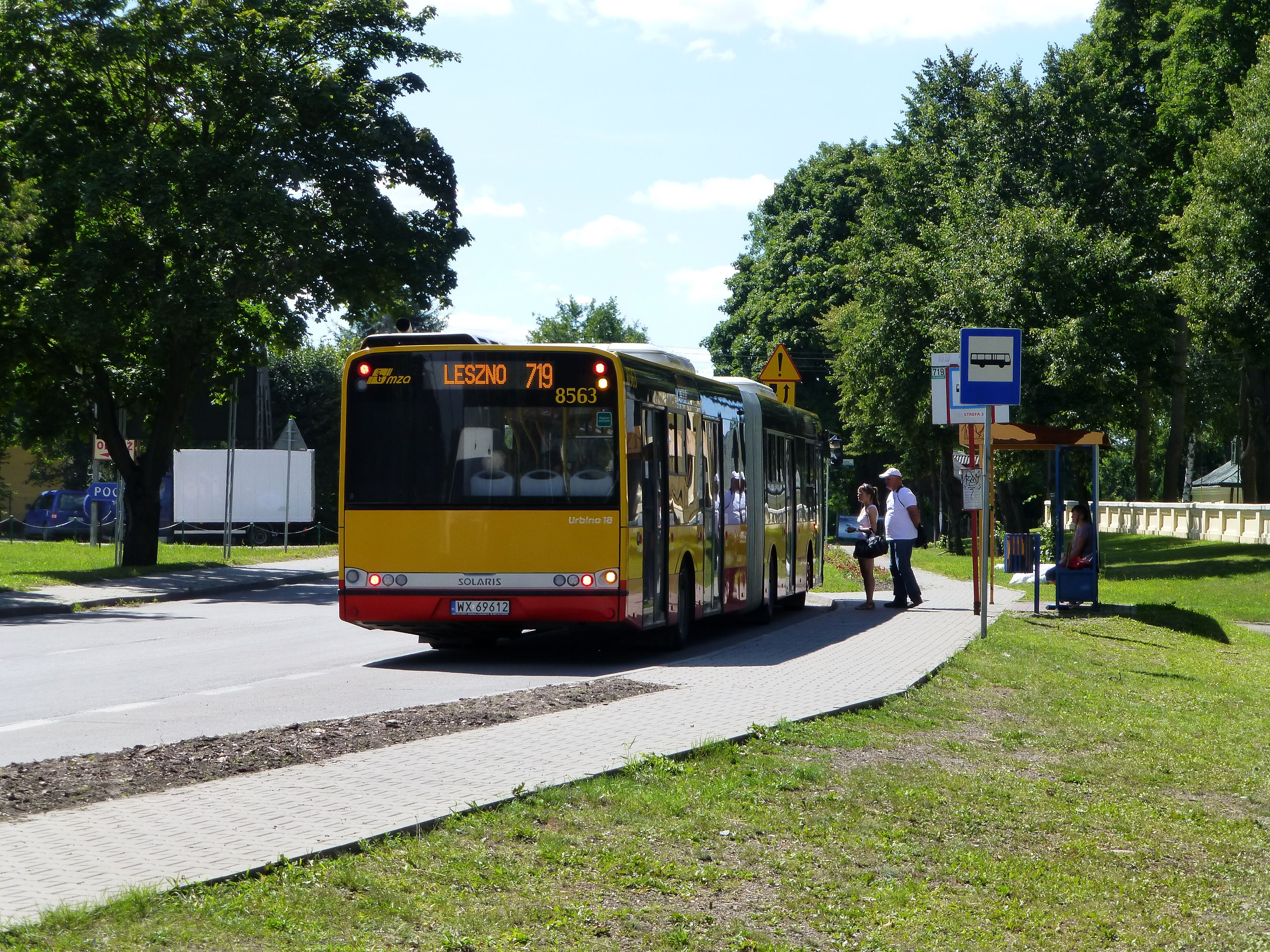
Przystanek linii 719 w Zaborowie

We wsi znajduje się przystanek autobusowy podmiejskiej linii autobusowej MZA nr 719 łączącej Leszno z Warszawą. Połączenie z Warszawą zapewniają także liczne prywatne minibusy i autobusy PKS. 
Najbliższa stacja kolejowa znajduje się w Płochocinie – stacja Płochocin Osiedle na linii kolejowej nr 3 Warszawa Zachodnia-Kunowice.
W miejscowości krzyżuje się kilka lokalnych i wojewódzkich dróg:
- 580 Warszawa – Sochaczew,
- 888 Zaborów – Święcice – Płochocin.

### Infrastruktura techniczna
Wieś jest w pełni zelektryfikowana, nadzór nad elektroenergetyczną siecią przesyłową ma Zakład Energetyczny Warszawa-Teren S.A. Wieś posiada wodociąg, który jest podłączony do ujęcia wody w sąsiednim Feliksowie, gdzie woda pobierana jest z wód podziemnych z utworów czwartorzędowych. Na terenie stacji uzdatniania wody znajduje się też najbliższa stacja bazowa telefonii komórkowej, gdzie z wieży korzystają firmy PTK Centertel Sp. z o.o., PTC Sp. z o.o. i Polkomtel S.A.
Zaborów nie ma natomiast podłączenia do sieci gazowniczej i kanalizacji. W 2008 roku odbyło się pierwsze spotkanie mieszkańców w sprawie skanalizowania posesji.

## Gospodarka

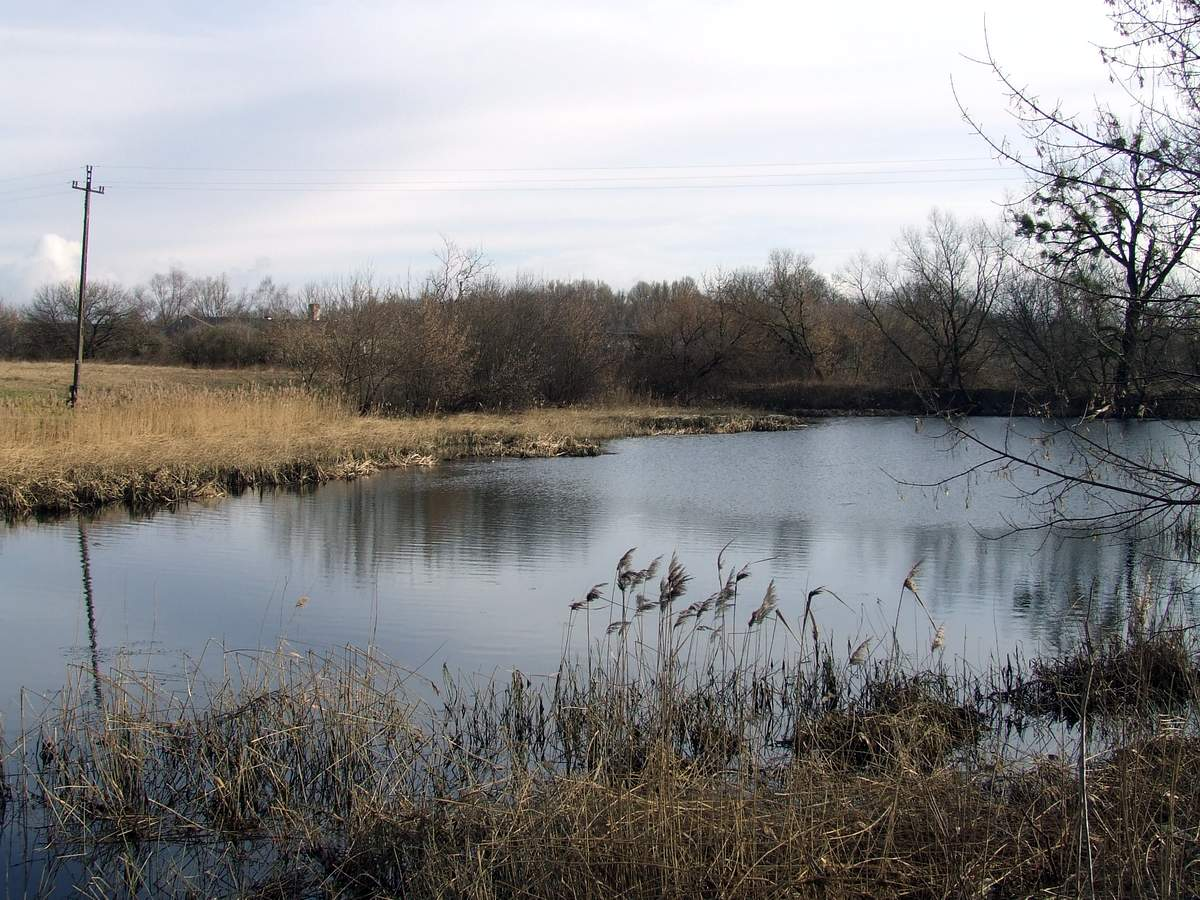
Stawy w Zaborowie, w głębi zabudowa folwarczna

Zaborów położony jest w otulinie Kampinoskiego Parku Narodowego, co oznacza, że działalność prowadzona w tej strefie nie może szkodliwie oddziaływać na przyrodę parku narodowego. Dobre gleby występujące w południowej części miejscowości pozwalają na produkcję rolniczą – w gminie Leszno 52% powierzchni gruntów zajmuje produkcja rolna. W północnej części miejscowości poniżej tarasu występują głównie piaski rzeczne tarasu nadzalewowego Wisły, stąd grunty te porastają głównie łąki i lasy.
Wśród podmiotów gospodarczych zarejestrowanych w gminie Leszno przeważają przedsiębiorcy z takich dziedzin jak handel detaliczny i hurtowy, usługi transportowe i przewóz osób, usługi budowlane i pokrewne oraz mechanika pojazdowa, ale także istnieją zakłady wyrobów z tworzyw sztucznych (produkcja pianki i folii polietylenowej, produkcja nadkoli samochodowych). Bliskość Warszawy i dogodne z nią połączenie sprawia, że część mieszkańców dojeżdża do pracy do stolicy.
Znajduje się tu remiza straży pożarnej, poczta, kiosk i sklepy. 
W Feliksowie działa Niepubliczny Zakład Opieki Zdrowotnej "Medicor" wraz z apteką, utworzony w 1999 roku.

## Zaborów w kulturze
Pałac w Zaborowie i otaczający go park posłużyły za plenery przy kręceniu takich filmów jak „Lalka” czy „Kariera Nikodema Dyzmy”. W dworze u Izbińskich gościem bywała pisarka Klementyna z Tańskich Hoffmanowa.
W Zaborowie konie dla regimentu od pana Trzaskowskiego mieli nabyć bohaterowie powieści Henryka Sienkiewicza Ogniem i mieczem – Wołodyjowski i Zagłoba, lecz po drodze doszło do pojedynku z Bohunem w Lipkowie.

## Ludzie urodzeni w Zaborowie
- Jan Golędzinowski (1877-1942) – ksiądz, działacz społeczny
- Michał Lasocki (1862-1938) – ziemianin, społecznik i sędzia
- Władysław Lasocki (1905-1943) – żołnierz Gwardii Ludowej
- Zygmunt Raczkowski (1925-2002) – poseł na Sejm PRL VI i VII kadencji

## Osoby związane z Zaborowem
- Leon Feliks Goldstand (1871-1926) – dyplomata, bankier, właściciel dóbr zaborowskich
- Placyd Franciszek Izbiński (zm. 1819) – dziedzic Zaborowa, fundator Kościoła św. Anny w Zaborowie
- Jan Kujawski (1885–1948) – nauczyciel, działacz społeczny i oświatowy, kierownik szkoły w Zaborowie
- Jakub z Zaborowa (zm. 1449) – prawnik, pięciokrotny rektor Akademii Krakowskiej